# Tadeusz Pawlikowski (entomolog)
Tadeusz Edmund Pawlikowski (ur. 18 września 1947 w Inowrocławiu) – polski entomolog specjalizujący się w żądłówkach.
Tytuł magistra zdobył w 1974, a doktora w 1981. W 1993 habilitował się pracą poświęconą ekologii i faunistyce pszczół lasów Kotliny Toruńskiej. 
W latach 1993–1996 był prodziekanem na Wydziale Biologii i Nauk o Ziemi Uniwersytetu Mikołaja Kopernika w Toruniu, a pd 1997 był tam profesorem nadzwyczajnym. Pracował również jako profesor na Wydziale Ochrony Środowiska oraz Wydziale Nauk Społecznych i Technicznych Wyższej Szkoły Humanistyczno-Ekonomicznej we Włocławku.
Pawlikowski jest autorem 137 publikacji naukowych. Ich tematem są głównie ekologia, zoogeografia, faunistyka, etologia i bioróżnorodność żądłówek Palearktyki. Prowadził m.in. badania nad ekologią behawioralną gniazdowania pszczół i os. Określił zmienność zgrupowań pszczół zapylających w krajobrazie kulturowym. Zajmował się monitoringiem trzmielowatych i osowatych z podrodziny Vespinae w Polsce. Jest autorem kilku książek, przewodnika do oznaczania polskich trzmielowatych oraz dwóch zeszytów z cyklu Klucze do oznaczania owadów Polski.
Od 1987 jest członkiem toruńskiego oddziału Polskiego Towarzystwa Zoologicznego, a od 1993 członkiem Zarządu Głównego Polskiego Towarzystwa Entomologicznego.